# Чудни мостове (хижа)
Чудни мостове е планинска хижа в Родопите. Намира се точно до природния феномен Чудните мостове и до нея се стига по асфалтов път, който се отклонява от пътя Асеновград – Смолян.
Хижата се отоплява с парно и разполага с 12 места за спане. Допълнителните бунгала около нея могат да подслонят още 22 души. В непосредствена близост до хижата съществува и туристически информационен център

## Обекти в близост
- хижа Скални мостове – 15 минути
- хижа Кабата – 2 часа
- Голям Персенк – 2 часа
- хижа Персенк – 3 часа
- хижа Изгрев – 6 часа
- село Забърдо – 2,30 часа